# 莫伊门塔 (维尼艾什)
莫伊门塔是葡萄牙布拉干萨区的一个堂区。总面积17.35平方公里，总人口184人，人口密度10.6人/平方公里。